# Xã Leon, Quận Goodhue, Minnesota
Xã Leon (tiếng Anh: Leon Township) là một xã thuộc quận Goodhue, tiểu bang Minnesota, Hoa Kỳ. Năm 2010, dân số của xã này là 885 người.